# Nickelodeon Kids’ Choice Awards 2010

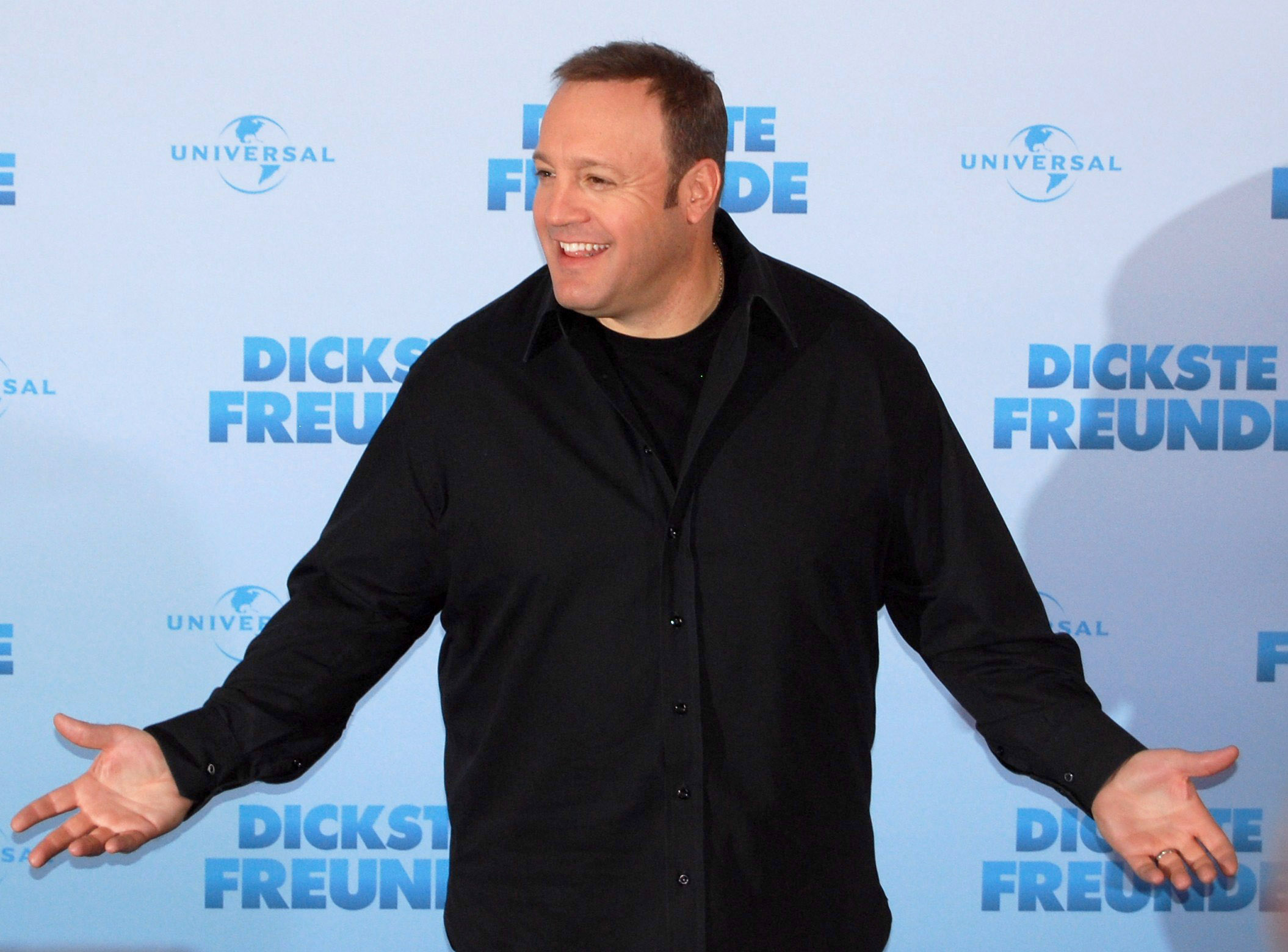
Moderator Kevin James (2011)

Die Nickelodeon Kids’ Choice Awards 2010 (KCA) fanden am 27. März 2010 im Pauley Pavilion auf dem Gelände der University of California in Los Angeles statt. Es war die 23. US-amerikanische Preisverleihung der Blimps. Dies sind orangefarbene, zeppelinförmige Trophäen mit dem Logo des Senders Nickelodeon, die in 19 Kategorien vergeben wurden. Darüber hinaus erhielt Michelle Obama einen silberfarbenen Ehrenpreis, den Big Help Award. International wurden weitere Kategorien gekürt – so im deutschsprachigen Raum für die Lieblings-Fernsehserie, den Lieblings-Schauspieler und den Lieblings-Musiker. Der Moderator der Verleihung war der Schauspieler Kevin James. Die Vorberichte vom „orangen Teppich“ namens Countdown to Kids’ Choice! wurden von Lily Collins und Jeff Sutphen moderiert. Die Verkündung der deutschen Gewinner erfolgte ebenfalls in Los Angeles durch Nela Panghy-Lee und wurde am 10. April 2010 in Deutschland ausgestrahlt.

## Live-Auftritte
Miranda Cosgrove sang vor Beginn bei der Vorab-Show vom „orangen Teppich“ den Titel Kissin U. Rihanna sang ein Medley ihrer Songs Hard, Rude Boy und Don’t Stop the Music. Außerdem trat Justin Bieber mit seiner Single Baby auf.

## Schleimduschen
Zur Belustigung erhalten jedes Jahr einige Prominente eine grüne Schleimdusche. Nickelodeon versteht dies als höchste Würdigung. In diesem Jahr waren die Schauspieler Jackson Rathbone, Jerry Trainor, Lucas Cruikshank, Tina Fey und Steve Carell sowie die Sängerin Katy Perry und der Moderator Kevin James an der Reihe. Apolo Anton Ohno wurde mit einem Katapult in ein schleimiges Becken geschleudert und Nicola Peltz beschwor – ihrer Rolle als Wasserbändigerin in Die Legende von Aang entsprechend – eine Schleimfontäne.

## Kategorien
Kinder und Jugendliche konnten ab dem 25. Februar 2010 über die Internetseiten und erstmals über die iOS-App von Nickelodeon für ihre Kandidaten abstimmen. Nicht zur Abstimmung stand der Ehrenpreis Big Help Award. Michelle Obama bekam diesen via Satellitenschaltung für ihre Kampagne Let’s Move gegen Adipositas bei Kindern verliehen.
Die Gewinner sind fett angegeben.

### Fernsehen
| - iCarly - Die Zauberer vom Waverly Place - Sonny Munroe - Zack & Cody an Bord - Selena Gomez – Die Zauberer vom Waverly Place - Keke Palmer – True Jackson - Miley Cyrus – Hannah Montana - Miranda Cosgrove – iCarly - Dylan Sprouse – Zack & Cody an Bord - Cole Sprouse – Zack & Cody an Bord - Joe Jonas – Jonas L.A. - Nick Jonas – Jonas L.A. | - SpongeBob Schwammkopf - Die Pinguine aus Madagascar - Die Simpsons - Phineas und Ferb - American Idol - Are You Smarter than a 5th Grader? - So You Think You Can Dance - Wipeout |

### Film
| - Alvin und die Chipmunks 2 - New Moon – Biss zur Mittagsstunde - Transformers – Die Rache - X-Men Origins: Wolverine - Miley Cyrus – Hannah Montana – Der Film - Megan Fox – Transformers – Die Rache - Sandra Bullock – Blind Side – Die große Chance - Zoe Saldana – Avatar – Aufbruch nach Pandora - Taylor Lautner – New Moon – Biss zur Mittagsstunde - Shia LaBeouf – Transformers – Die Rache - Tyler Perry – Madea Goes to Jail - Zac Efron – 17 Again – Back to High School | - Oben - Disneys „Eine Weihnachtsgeschichte“ - Ice Age 3 – Die Dinosaurier sind los - Monsters vs. Aliens - Jim Carrey – Disneys „Eine Weihnachtsgeschichte“ u. a. als Ebenezer Scrooge - Ray Romano – Ice Age 3 – Die Dinosaurier sind los als Manni - Reese Witherspoon – Monsters vs. Aliens als Susan Murphy / Gigantika - Seth Rogen – Monsters vs. Aliens als B.O.B. |

### Musik
| - The Black Eyed Peas - Coldplay - Jonas Brothers - Linkin Park - You Belong with Me – Taylor Swift - I Gotta Feeling – The Black Eyed Peas - Paparazzi – Lady Gaga - Party in the U.S.A. – Miley Cyrus | - Taylor Swift - Beyoncé - Lady Gaga - Miley Cyrus - Jay-Z - Mario - Ne-Yo - Sean Kingston |

### Sport
| - Misty May-Treanor - Danica Patrick - Serena Williams - Venus Williams | - Ryan Sheckler - Kobe Bryant - LeBron James - Shaun White |

### Andere
| - Mario Kart - The Legend of Zelda: Spirit Tracks - Wii Fit - Wii Sports Resort - Gregs Tagebuch – Diary of a Wimpy Kid – Jeff Kinney - Die Twilight-Saga – Stephenie Meyer - Tagebuch eines Vampirs – Vampire Diaries – Lisa Jane Smith - Wo der Gehweg endet – Where the Sidewalk Ends – Shel Silverstein | - Kristen Stewart & Taylor Lautner – New Moon – Biss zur Mittagsstunde - Kristen Stewart & Robert Pattinson – New Moon – Biss zur Mittagsstunde - Michelle Obama & Barack Obama - Zoe Saldana & Sam Worthington – Avatar – Aufbruch nach Pandora - Michelle Obama |

### Deutschland
Nachdem 2007 und 2008 eigenständige deutsche Nick Kids’ Choice Awards veranstaltet wurden, konnten 2010 erstmals zusätzlich zu den US-amerikanischen Kategorien in Deutschland für die Lieblings-Fernsehserie, den Lieblings-Schauspieler und den Lieblings-Musiker abgestimmt werden. Die Verkündung der Gewinner erfolgte in Los Angeles durch Nela Panghy-Lee.
| - Florian Prokop - Jeanette Biedermann - Jimi Blue Ochsenknecht - Miley Cyrus - Miranda Cosgrove - Nathan Kress - Taylor Lautner - Das Haus Anubis - Gute Zeiten, schlechte Zeiten - Hotel Zack & Cody - iCarly - SpongeBob Schwammkopf | - Tokio Hotel - Die Ärzte - Justin Bieber - Lady Gaga - Monrose - Manny Marc - Sportfreunde Stiller |